# I Ain't Cha Homey
I Ain't Cha Homey — сьомий міні-альбом американського репера Esham, виданий лейблом Reel Life Productions 28 липня 2009 р. Всі пісні на релізі — фрістайли. На платівці знову з'являється персонаж клоун Гомі, який раніше був на міні-альбомі Homey Don't Play (1991). На «Happy Happy Joy Joy» існує відеокліп, в якому присутній Esham у клоунському гримі, який схожий на макіяж репера Violent J.
Відразу після виходу релізу з'явилися чутки, що міні-альбом є дисом на Insane Clown Posse. Виконавець заперечував це. Violent J сказав з цього приводу: «Ми тусувалися з хлопцем щодня! Як тепер ми будемо зависати знову? Я не знав, що ти був такої думки щодо нас. Ти тусувався з нами протягом дня, потім прийшов додому та написав це лайно? Розумієте, це божевілля. Тому ми не розмовляємо. А я ж знаю його все своє життя!»

## Список пісень
| #   | Назва                  | Виконавець         | Тривалість |
| --- | ---------------------- | ------------------ | ---------- |
| 1.  | «I Aint Cha Homey»     | Esham              | 2:17       |
| 2.  | «Juggalotus»           | Esham              | 2:05       |
| 3.  | «Dr. Kevorkian»        | Esham              | 1:14       |
| 4.  | «No Rest 4 the Wicket» | Esham              | 3:46       |
| 5.  | «Happy Happy Joy Joy»  | Esham              | 3:04       |
| 6.  | «Dead Clownz»          | Esham              | 1:44       |
| 7.  | «Painted Up»           | Esham Poe Whosaine | 2:37       |
| 8.  | «Candy Corn»           | Esham              | 1:13       |
| 9.  | «Odds Against Me»      | Esham              | 2:28       |
| 10. | «Oh Face»              | Esham              | 1:52       |
| 11. | «Bob Ritchie»          | Esham              | 1:59       |
| 12. | «Poker»                | Esham Poe Whosaine | 2:00       |
| 13. | «Funny MF»             | Esham              | 2:22       |
| 14. | «50 Cent»              | Esham              | 1:30       |
| 15. | «?????????»            | Esham              | 1:24       |
| 16. | «All I Gotta Say»      | Esham              | 1:11       |